# Michael Fitzgerald (piłkarz)
Michael Fitzgerald (ur. 17 września 1988) – nowozelandzki piłkarz, reprezentant kraju. Obecnie występuje w Albirex Niigata.

## Kariera reprezentacyjna
W reprezentacji Nowej Zelandii zadebiutował w 2011. W sumie w reprezentacji wystąpił w 3 spotkaniach.

## Statystyki
| Reprezentacja Nowej Zelandii | Reprezentacja Nowej Zelandii | Reprezentacja Nowej Zelandii |
| Rok                          | Mecze                        | Gole                         |
| ---------------------------- | ---------------------------- | ---------------------------- |
| 2011                         | 3                            | 0                            |
| Razem                        | 3                            | 0                            |